# Robyn Lawley
Robyn Lawley est un mannequin australien née le 13 juin 1989 dans le Girraween, banlieue de Sydney.

## Biographie

### Jeunesse
À l'âge de quinze ans, elle se rend dans une agence de mannequins mais décide d'attendre un an avant de signer un contrat. Elle exerce alors la profession de mannequin pendant un an mais ne désire plus faire l'effort de garder sa « taille mannequin ». Elle décide donc de signer, alors qu'elle est âgée de dix-neuf ans, avec l'agence Bella Model Management qui est spécialisée dans les mannequins grande taille.
En 2006, elle pose pour son premier éditorial, pour Dolly (en).

### Carrière
En avril 2011, elle est le deuxième mannequin grande taille à poser en couverture du Elle français et le premier à poser en couverture du Vogue Italia, avec Candice Huffine et Tara Lynn sous l'objectif de Steven Meisel, et dans un éditorial du Vogue Australie,. Elle fait aussi la Une de French Revue des Modes.
En 2012, elle fait la couverture de Madison et Marie Claire. Depuis 2012, elle fait régulièrement la publicité de Ralph Lauren.
En 2013, elle pose en Une de Sunday Style Australia et est le premier mannequin grande taille à poser dans un éditorial de GQ Australia (en). Elle fait la publicité de Bio-oil et Chantelle. La même année, elle crée sa marque de maillots de bain dont l'un des modèles est porté par Beyoncé dans le clip de sa chanson Angel (en).
En 2014, elle est le premier mannequin grande taille à faire la Une du Cosmopolitan australien pour qui elle pose en mars et en mai. Elle est aussi la couverture du mois de novembre du Marie Claire australien. Elle défile pour la marque Marina Rinaldi ainsi que lors de la présentation de la collection d'Isabel Toledo pour la marque Lane Bryant (en). Elle est le visage de la première collection de la ligne Violeta de Mango.
En 2015, elle est le premier mannequin grande taille à figurer dans la Swimsuit Issue du magazine Sports Illustrated,.
Elle fait la couverture de l'édition australienne du magazine Marie Claire avec sa fille en janvier 2015.